# گمینا ترشن
گمینا ترشن (به لهستانی:  Gmina Teresin) یک گمینا در لهستان است که در شهرستان سوخاچف واقع شده‌است. گمینا ترشن ۸۷٫۹۸ کیلومتر مربع مساحت و ۱۱٬۰۲۸ نفر جمعیت دارد.